# Вечерња хаљина
Вечерња хаљина је хаљина која се обично носи за свечане прилике. Обично се праве од луксузних тканина као што су шифон, сомот, сатен или органза. Свила је популаран материјал за многе вечерње хаљине. Вечерња хаљина може бити било које силуете — сирена, лепршава, А крој и могу имати каишеве или чак рукаве.

## Историја

### Рани модерни период
Вечерња одећа за жене вуче порекло из 15. века са успоном бургундског војводства и његовог владара Филипа Доброг. Вуна је била најдоминантнија тканина за хаљине, а дворске даме су често једноставно додавале шлеп за свечане прилике. Богате тканине и влакна обично су били домен племства, а одећа се користила као идентификатор друштвеног ранга и статуса. Долазак ренесансе је полако променило ригидни систем друштвених рангова и омогућило богатим патрицијама и трговцима да видљиво покажу свој успех. Уметност ткања свиле је чврсто успостављена на Медитерану око 1400., и као резултат тога, свила је постала модерна за оне који су могли да их приуште. Хаљине за балове и сличне свечаности често су биле шивене од замршено ткане свиле и обрубљене скупим крзном како би се истакао друштвени статус носиоца.
Живахан дворски живот 16. и 17. века, са фокусом на уметност, књижевност и музику, створио је плодно окружење за женствену свечану одећу. Сложене вечере, плесови и позоришне продукције омогућили су модерним дамама да покажу своју одећу. Италијански ренесансни дворови били су врхунац стила и елеганције у Европи. Са доласком барока, фокус је почео да се помера на Француску и двор Луја XIV. Дворске хаљине из 17. века имале су драпиране сукње са дугим шлеповима, уске стезнике, ниске деколтее опшивене чипком и везене рукаве опшивене чипком и траком. Богате тканине као што су сатен, тафт и сомот, стварале су луксузне хаљине.
Током читавог овог периода вечерња хаљина је била синоним за дворску одећу, јер су се балови одржавали у палатама или салонима племства које је копирало најновију моду на дворовима. Крајем 18. века, појавио се термин „вечерња или балска хаљина“, пошто балови и свечани плесови више нису били искључиво домен краљевске породице и аристократа. Ово је био резултат Француске револуције, која је чврсто зацементирала место грађана средње и више класе у високом друштву. Уобичајена силуета за вечерњу одећу, баш као и за дневну одећу, била је хаљина високог струка. Вечерње верзије су имале ниже изрезе, кратке рукаве, сложене тканине и вез.

### 19. и 20. век
Вечерњи стилови су се нашироко променили током 19. века и еволуирали од релативно једноставних линија до прогресивно пунијих сукњи и рукава. 19. век је правио разлику између хаљина са релативно високим изрезом за свечане вечере и вечере, вечерњих хаљина за плесове и позоришне догађаје и балских хаљина за најсвечаније догађаје, укључујући балове и оперу.
Током Едвардијанске ере, фигура у облику слова S је била модерна, која је укључивала веома узак струк. Непосредно пре и током Првог светског рата, линије су постале лабавије као претходница дечачким силуетама 1920-их. Касније, рубови вечерњих хаљина су се подигли и кројеви су били веома једноставни да би се уклопили у нови стил живота. Тридесете године прошлог века увеле су пристрасне резове и вештачка влакна. Заједно са Empire кројем, током година су постали популарни облици корице, сирене, А-кроја и трубе. Такође, популарни су били стилови спуштеног струка и принцеза, у зависности од ере. Грејс Кели је позната по томе што носи скромне вечерње хаљине.

### Савремено доба
Вечерња хаљина данас има различите силуете, па чак и дужине, али балска хаљина остаје врхунац формалности. Вечерње хаљине се носе на разним догађајима, укључујући свечане вечере, оперске и позоришне премијере, формалне плесове, свадбене пријеме и добротворне балове.